# 宇治警察署
宇治警察署（うじけいさつしょ）は、京都府警察が管轄する警察署の一つである。京都府第二の都市宇治市を管轄する。大規模警察署であり、署長は警視。

## 所在地
- 京都府宇治市宇治宇文字2-12

## 管轄区域
- 宇治市
- 久世郡久御山町

## 沿革
- 1954年7月：宇治警察署開署。
- 1968年2月：現庁舎本館竣工。
- 1975年：別館竣工。
- 1982年6月1日：城陽警部派出所新設。
- 1991年11月13日：城陽警察署設置により城陽市を管轄から外す。
- 2006年4月1日：伏見警察署が管轄していた久御山町の一部地域を管轄区域とするとともに、宇治警察署が管轄していた京都市伏見区の一部地域及び八幡市の飛地の地域を伏見警察署に、同じく、宇治警察署が管轄していた八幡市の一部地域（飛地を除く）を八幡警察署の管轄区域に変更した。この変更により、行政区域に併せた1署1市1町（宇治市、久御山町）のみの管轄になる。

## 不祥事・事故
- 2024年（令和6年）2月15日 - 京都府宇治市槇島町の信号機のある交差点で、宇治警察署のパトカーが緊急走行中、軽自動車と出会い頭に衝突する事故を起こした。軽自動車は衝撃で路上に横転し、衝突したパトカーはそのまま道路脇の柵を突き破り、更に歩道にまで乗り上げて停止した。パトカーに乗車していた警官3名に怪我は無かったが、軽自動車を運転していた女子大学生は救急搬送され、腰の骨を折る重傷を負った。宇治警察署のパトカーは、宇治市内のパチンコ店の駐車場で発生した、別の器物損壊事件の現場に向かう途中だった。[1] [2] [3]

## 内部組織
- 会計課 - 会計係
- 警務課 - 警務係、留置管理係、犯罪被害者支援係、広聴・相談係
- 生活安全課 - 生活安全係、人身安全対策係、少年係、保安係
- 地域課 - 地域第一係、地域第二係、地域第三係、地域管理係、機動警ら隊
- 刑事課 - 捜査管理係、強行犯係、知能犯係、盗犯係、鑑識係、組織犯罪対策係
- 交通課 - 交通総務係、交通指導係、交通事故捜査係
- 警備課 - 警備係

## 交番
（ ）の中は所在地。

### 宇治市
- 東宇治交番（宇治市五ケ庄折坂56-2）
- 大久保交番（宇治市広野町西裏118）
- 宇治駅前交番（宇治市宇治里尻5-9 JR宇治駅前市民交流プラザ1階）
- 木幡交番（宇治市木幡南山畑33-5）
- 小倉交番（宇治市小倉町老ノ木30-5）
- 西宇治交番（宇治市伊勢田町毛語153-8）
- 伊勢田交番（宇治市伊勢田町中山26-5）
- 槇島交番（宇治市槇島町二十四56-8）
- 六地蔵交番（宇治市六地蔵奈良町72番31、32）
- 広野交番（宇治市広野町尖山4番1197）

### 久御山町
- 田井交番（久世郡久御山町田井浜代6-4・7-21合地）
- 林交番（久世郡久御山町林宮ノ後3-1）

## 駐在所
なし